# Johnny Nash
Johnny Nash (vero nome di John Lester Nash Jr.; Houston, 19 agosto 1940 – Houston, 6 ottobre 2020) è stato un cantante e attore statunitense, noto per il suo successo del 1972 I Can See Clearly Now che ha raggiunto il primo posto nella Billboard Hot 100 per quattro settimane.

## Biografia
Nash iniziò come cantante pop negli anni cinquanta ma divenne famoso per l'interpretazione della colonna sonora del cartone animato The Mighty Hercules. Le sue canzoni di successo furono melodie reggae come Hold Me Tight, I Can See Clearly Now (1972) e Stir It Up, scritta da Bob Marley prima del suo successo come artista di fama internazionale.
Dopo aver interpretato 'Robert' nella commedia svedese Vill så gärna tro (1971), ultima delle sue tre prove cinematografiche, uscì di scena per molti anni; tuttavia, nel maggio 2006 cantò di nuovo presso il SugarHill Recording Studio nella sua città natale, Houston.
Nash è morto nell'ottobre 2020, a 80 anni, nella sua città natale Houston, lasciando la moglie Carli e i due figli Johnny Jr. e Monica.

## Filmografia
- L'orma del gigante (Take a Giant Step), regia di Philip Leacock (1959)
- Il cerchio della violenza (Key Witness), regia di Phil Karlson (1960)
- Vill så gärna tro, regia di Gunnar Höglund (1971)